# رايموند فينكلستاين
رايموند فينكلستاين (بالإنجليزية: Raymond Finkelstein)‏ هو قاضي ومحام بالقضاء العالي أسترالي، ولد في 16 يوليو 1946 في ميونخ في ألمانيا.